# キヤノン EF

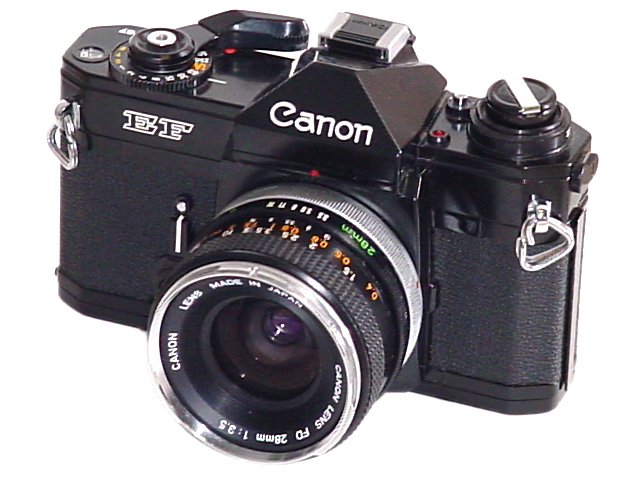
キヤノン EF

キヤノンEFは、1973年（昭和48年）にキヤノンから発売されたマニュアルフォーカス一眼レフカメラである。

## 概要
当時小西六（現コニカミノルタ）が一眼レフカメラのAE化においてリードしており、機械式シャッターのままシャッター速度優先AEとした、「コニカ・オートレックス」を発売していた。さらに旭光学（現リコーイメージング）からも世界初の電子シャッターによる絞り優先AE一眼レフ「アサヒペンタックス ES」が登場、翌1972年（昭和47年）には日本光学工業（現ニコン）からも絞り優先AEが可能な「ニコマート EL」が登場していた。
キヤノンでは後にキヤノン AE-1となる電子シャッターを用いたシャッター速度優先AE一眼レフを開発していたが、ワインダーやズームレンズ、マイクロコンピュータといった先進装備を多数盛り込む予定であったため、開発に時間がかかっていた。そこで開発期間が短縮できるユニットシャッターに注目、コパルが開発した「コパルスクェアS」を使ったシャッター速度優先AEカメラを開発することになった。「コパルスクェアS」は機械式シャッターだったが、低速シャッターを充実させるため低速制御用機械ガバナーを電子制御に改造し、30秒までのシャッター速度をシャッター速度優先AEで使用できるようにしてこのモデルに採用した。コパルのユニットシャッターが使われたマニュアルフォーカス一眼レフはキヤノンではこのキヤノンEFだけだが、ずっと後のEOSシリーズではコパル製のシャッターユニットが積極的に使われることになる。
シャッター速度ダイヤル - レリーズボタン - 巻き上げレバーがいずれも同軸になるように設計されており、そのためカメラのホールド性向上を狙いファインダーがやや左手寄りに設置されている。
キヤノン F-1の弟分として期待された機種であったが、後に世界的ヒットとなるキヤノン AE-1が1976年（昭和51年）に発売されたため、生産台数はさほど多くない。

## 主要諸元
- 形式：35 mmフォーカルプレーンシャッター式一眼レフカメラ。
- 画面サイズ：24 mm×36 mm。
- レンズ：開放測光用信号レバーを持つFDレンズ（開放AE）およびFLレンズ。
- レンズマウント：キヤノンFDマウント（リング締め付けのスピゴット式）。
- ファインダー：ペンタプリズム使用アイレベル式。
- ピントグラス：中央スプリットイメージ+マイクロプリズム、周辺マット。
- 視野率：上下92 %、左右93 %。
- 倍率：0.82倍（50 mm標準レンズ無限遠の場合）。
- ファインダー内情報：スプリットマイクロプリズム距離計、メーター指針、シャッタースピード目盛、絞り目盛、露出警告マーク、絞込み測光用定点。
- ミラー：ノンショッククイックリターンミラー、ミラーアップ可能。
- 測光方式：シリコンフォトセル（SPC）受光素子使用のTTL式中央部重点・平均開放測光、シャッタースピード優先式AE。
- 測光範囲：ISO 100・FD50 mm F1.4S.S.CでEV-2 - EV18まで21段階。
- 使用フィルム感度：ISO 12 - ISO 3200。
- 露出記憶機構：押しボタンによるAEロック。
- シャッター：上下走行式メタルフォーカルプレーンシャッター。
- シャッタースピード：1/1000、1/500、1/250、1/125、1/60、1/30、1/15、1/8、1/4、1/2、1、2、4、8、15、30（秒）、B（バルブ）、X接点は1/125秒。
- シャッターダイアル：巻上げ軸と同軸のダイアル上部一覧式、1/1000～1秒およびB（バルブ）は白字、1/125秒はオレンジ色字、2～30秒は黄色字、ファインダー内表示は1/1000 - 1秒およびB（バルブ）は黒字、2～30秒は白抜き字。
- 長時間露出指示ランプ兼バッテリーチェッカー：1秒以上のスローシャッター時にバッテリーチェック用のLEDが点滅する。
- セルフタイマー：組み込み、シャッターボタンで始動、時限約10秒。
- フィルム巻き上げレバー：一動作120度回転レバー、予備角13度、小刻み巻上げ不可能。
- フィルム巻き戻し：上部クランク式、スプロケット解除は押しボタン式、ボタンは巻上げで解除。
- フィルムカウンター：順算式、自動復帰。
- 多重露出：多重露出ボタンを押しながら巻き上げることにより行う、この間フィルムカウンターは停止。
- 自動空送り：シャッターを押さずに3回空送りで撮影準備可能。
- CATシステム：オートリングおよびスピードライト133Dとの組み合わせにより可能。
- シンクロフラッシュ：X接点 1/125秒以下で同調。
- ソケット：アクセサリーシュー部に直結接点（CATシステム接点）、ボディ側面に感電防止カバーつきJIS・B型ソケット。
- 使用電池：JIS・HD型1.35 V水銀電池2個。
- 大きさ：ボディのみ147（幅）×47.7（奥行き）×96（高さ）mm。
- 重量：ボディのみ740 g、FD50 mm F1.4S.S.C.付き1,045 g。

## その他
- モータードライブを装着することはできない。
- キヤノンで最初のコパル製シャッターを搭載し、また高速側は機械式、低速側は電子式のハイブリッドシャッター[1]を採用した。
- キャッチコピーは「太陽と影」。
- スピードライト133Dと、FD50 mm F1.4 S.S.C.（スーパー・スペクトラ・コーティング）、FD50 mm F1.8 S.C.（スペクトラ・コーティング）、FD35 mm F2.0 S.S.C.またはFD35 mm F3.5 S.C.のいずれかを組み合わせた場合、撮影距離をレンズについているピンを使ってスピードライト側に伝え、ピントを合わせるだけで自動的に絞りが設定されるCATシステム（Canon Auto Tuning System ）が使用できた。